# Pierre couverte de la Pagerie
Pour les articles homonymes, voir Pierre couverte.
La Pierre couverte de la Pagerie est un dolmen situé à Gennes, dans le département français de Maine-et-Loire.

## Protection
L'édifice est classé au titre des monuments historiques en 1980.

## Description
C'est un monumental dolmen de type angevin à portique. Il mesure 10,5 m de long pour 5 m de large en intérieur. La chambre est délimitée par une unique dalle de chevet, deux orthostates côté sud et un seul côté nord. Elle est recouverte de deux tables de couverture, dont une est inclinée jusqu'au sol. L'entrée est encadrée par deux dalles. Le portique dispose encore de sa table de couverture de forme carrée, inclinée au nord. Toutes les dalles sont en grès.
Un dessin naturel ressemblant à une tête de bovidé et un œil gravé sont visibles sur l'un des piliers d'entrée.
Lors des fouilles menées en 1897, un squelette fut retrouvé à l'intérieur de la chambre, sans aucun mobilier d'accompagnement. Il pourrait s'agir d'une inhumation bien postérieure à l'édification de l'édifice même si trois éclats de silex, conservés au musée d'Angers, sont associés à ce monument.